# Ryssby distrikt, Kalmar län
Ryssby distrikt är ett distrikt i Kalmar kommun och Kalmar län.
Distriktet ligger norr om Kalmar.

## Tidigare administrativ tillhörighet
Distriktet inrättades 2016 och utgörs av socknen Ryssby i Kalmar kommun.
Området motsvarar den omfattning Ryssby församling hade vid årsskiftet 1999/2000.